# Ушниша
Ушниша (санскр. उष्णीष uṣṇīṣa) — выпуклость в виде трёхмерного овала на макушке головы Будды. В палийских писаниях считается короной Будды, символом его Просветления и восхождения на трон.
Ушниша — тридцать второй из 32 основных знаков Будды, согласно которому у Будды есть мясистый или черепной выступ на макушке. В более поздних описаниях уточняется, что он покрыт волосами, которые вьются по солнцу (по часовой стрелке).
Позже было добавлено второе определение ушниши — пламя, поднимающееся из середины этого выступа.
Первые изображения Будды в I веке н. э. в греко-буддийском искусстве Гандхары изображают его с пучком на макушке, а не просто с черепной шишкой. Считается, что интерпретация ушниши как сверхъестественного выступа на черепе произошла позднее, когда изображение пучка стало более символичным, а его первоначальное значение было утрачено.
Хотя ушниша является важной особенностью статуй и изображений Будды, нет никаких доказательств того, что у Будды был пучок волос на голове. В древних книгах ясно сказано, что у Будды была бритая голова. В текстах упоминается случай, когда охотник во время охоты встречает Гаутаму Будду (принца Лумбини) в одежде, отличной от той, что должна быть у принца. Упоминается, что охотник бросил охоту на день, увидев бритого мужчину посреди джунглей, посчитав это плохим предзнаменованием.
В раннем буддизме ушниша представлялась по-другому. Махавасту (1.259) и Дивьявадана, а также «Вопросы Милинды» описывают признаки чакравартина, идеализированного правителя мира: ушниша или патка (тюрбан), чхатра (зонтик), «роговой драгоценный камень» или ваджра, венчик и сандалии. Это были признаки кшатриев. Пластическое искусство раннего буддизма Махаяны в Матхуре представляет бодхисаттв в форме, называемой uṣṇīṣin «носящий тюрбан / повязку для волос», владеющий мудрами для «ненасильственного правления чакравартина».